# Mitsuru Kohno
Mitsuru Kohno (Japón; 13 de agosto de 1946) fue un jugador profesional de tenis de mesa japonés, ganador del Campeonato Mundial de Tenis de Mesa de 1977, celebrado en Birmingham.
En el Mundial por equipos de 1969, ganó también la medalla de oro por equipos; sus compañeros de equipo fueron: Nobuhiko Hasegawa, Tetsuo Inoue, Kenji Kasai y Shigeo Itoh.